# Johnny Buff
Johnny Buff, de son vrai nom John Lisky, est un boxeur américain né le 12 juin 1889 à Perth Amboy, New Jersey, et mort le 18 janvier 1955 à East Orange.

## Carrière
Passé professionnel en 1917, il devient champion des États-Unis des poids mouches le 31 mars 1921 après sa victoire par arrêt de l'arbitre au 2e round contre Abe Goldstein puis champion du monde des poids coqs le 23 septembre 1921 en battant aux points Pete Herman. Buff conserve son titre face à Jackie Sharkey puis perd sur décision contre Joe Lynch le 10 juillet 1922. Il met un terme à sa carrière en 1926 sur un bilan de 67 victoires, 20 défaites et 9 matchs nuls.